# 世田山
世田山（せたやま）は、愛媛県西条市に座する標高339mの山で、笠松山（かさまつやま 標高357m）は当山と同じ山塊の北西約1.5kmのところにあり、両山の稜線中間地点の標高327.8mに二等三角点笠松山がある。世田山の麓には栴檀寺（通称・世田薬師）があり、その寺の駐車場から奥之院（本堂）を経て1.4km約40分で世田山頂上に達し、さらに稜線を1.5kmで笠松山頂上に行ける。笠松山頂上には笠松観音堂（本尊千手観音）と無線中継所があり、同定が易しい。
当山の山頂からは展望がひらけ、北に今治平野を臨み、その先に来島海峡大橋、南は石鎚山脈、東は瀬戸内海の燧灘を見下ろす風光絶佳の地である。
当山は中世の山城で、天然の要害であるだけでなく、古来、国府防衛上の要衝となっていたので幾度となく合戦が繰り返された。1342年（興国3年）の戦は特に激しく、北朝の勢力七千により南朝方の最後の砦となった世田・笠松城を七方から包囲し、熾烈な攻防四十有日、多勢に無勢になすすべもなく世田城は陥落、城主の大舘氏明ら十七士は自刃を遂げた。また、笠松城主の篠塚伊賀守は豪腕にて敵中を突破し魚島に逃れた。大舘氏明ら十七士の墓所が栴檀寺奥の院にある。
笠松山
2008年8月24日夕方、笠松山にて山火事があった。
- 笠松山の所在地：愛媛県今治市朝倉南乙北緯33度58分55.96秒 東経133度2分0.27秒

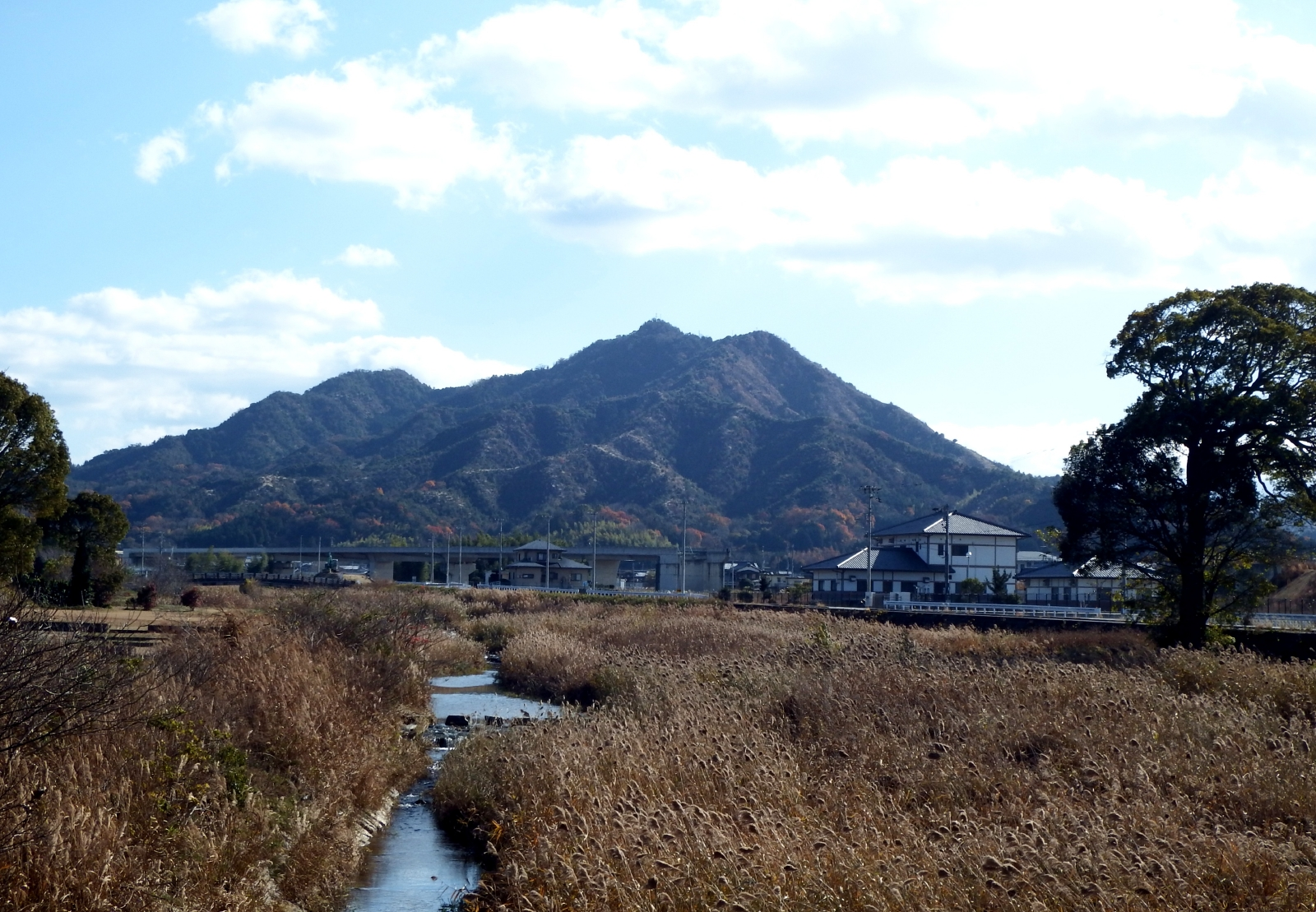
世田山と笠松山を北から
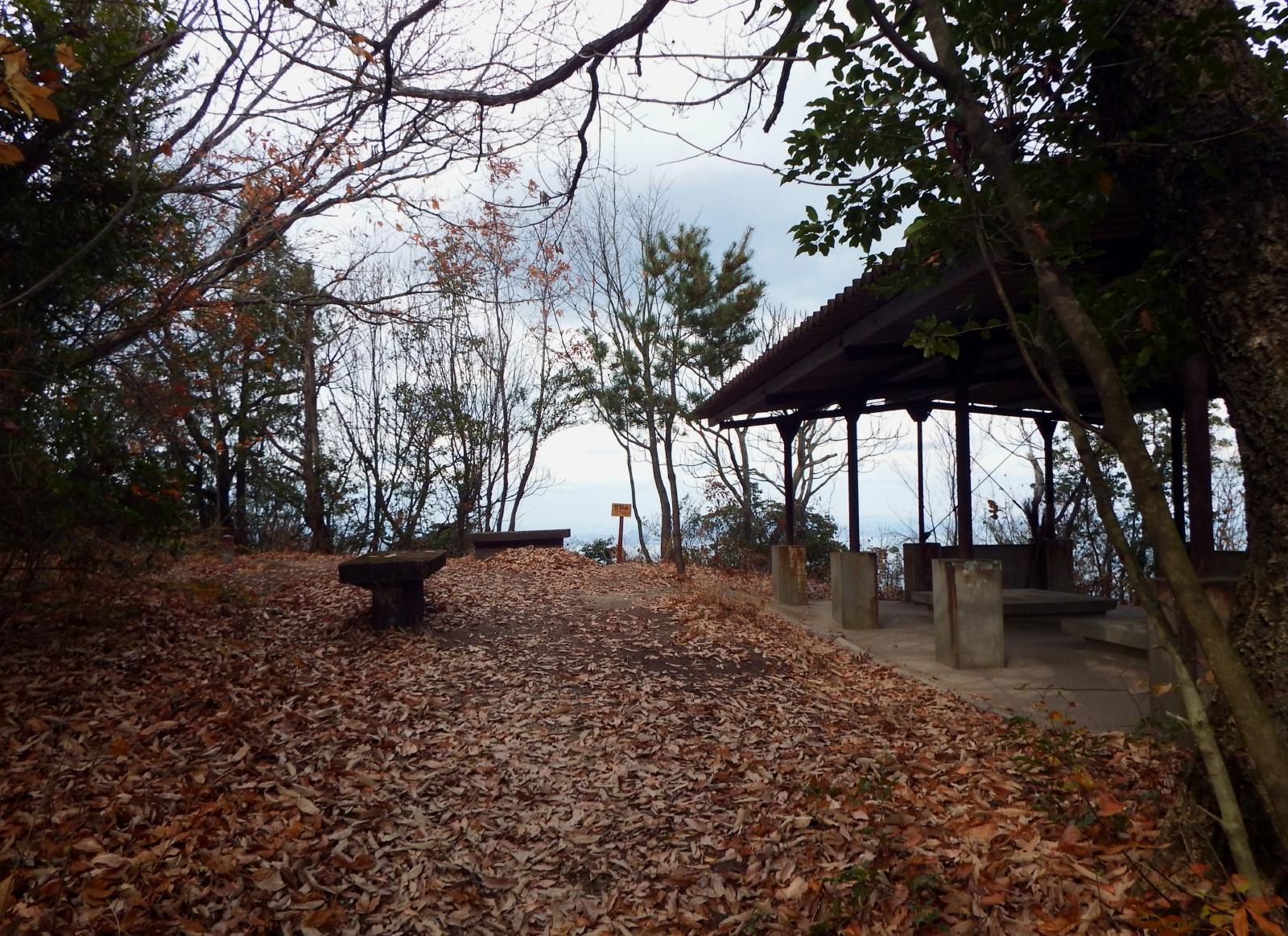
世田山　山頂広場
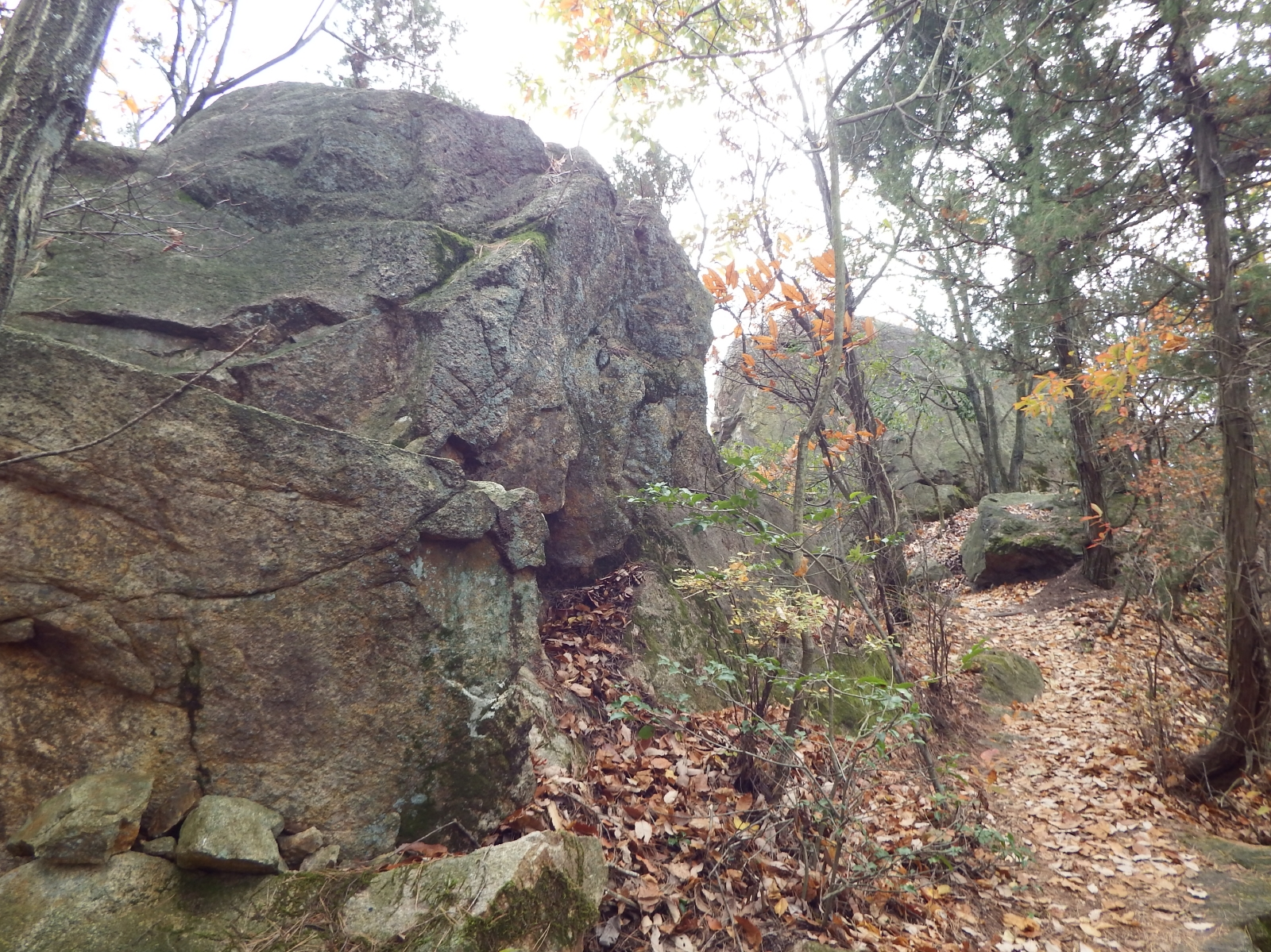
世田山　巨岩群
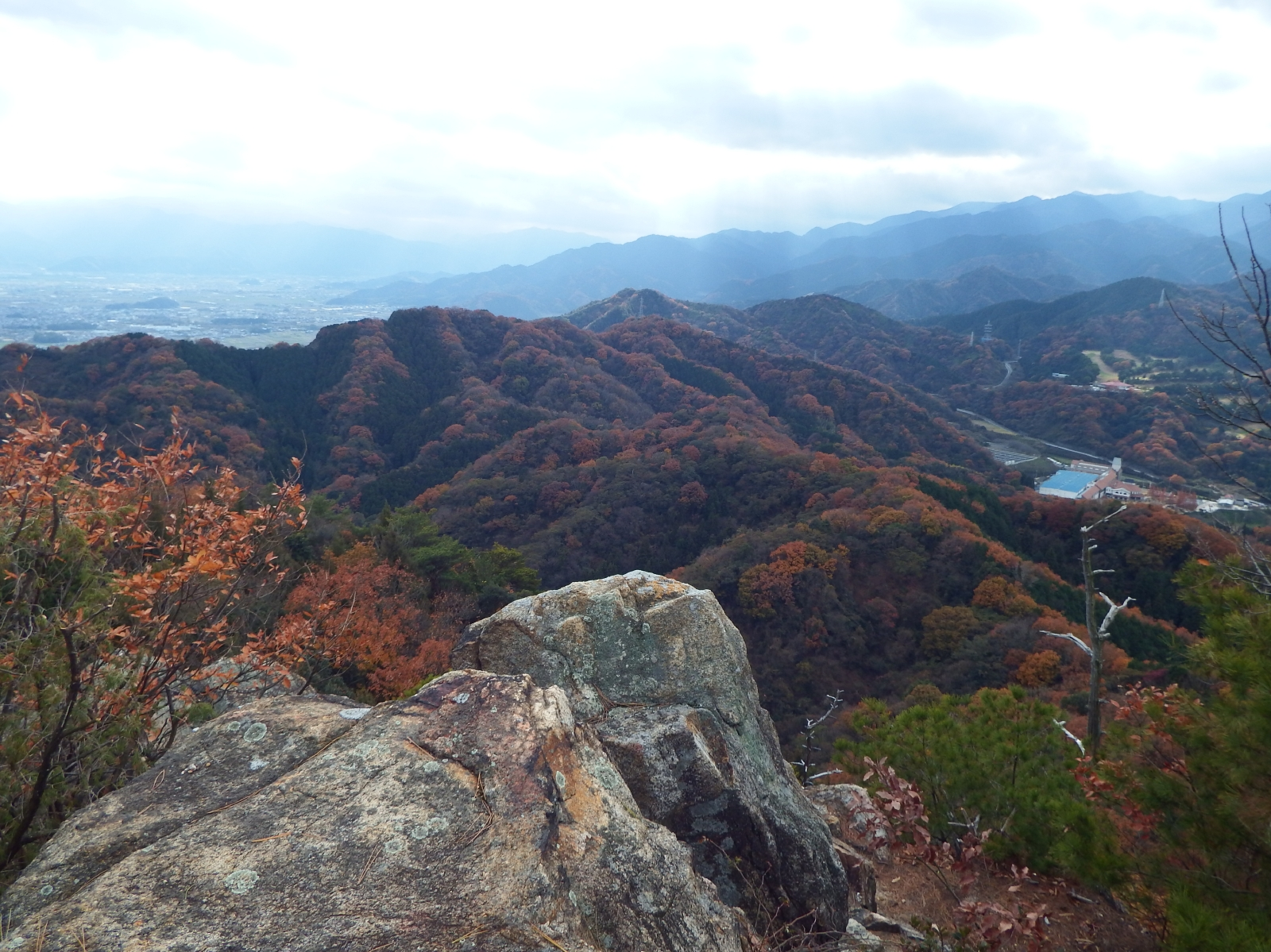
世田山　山頂南側展望所
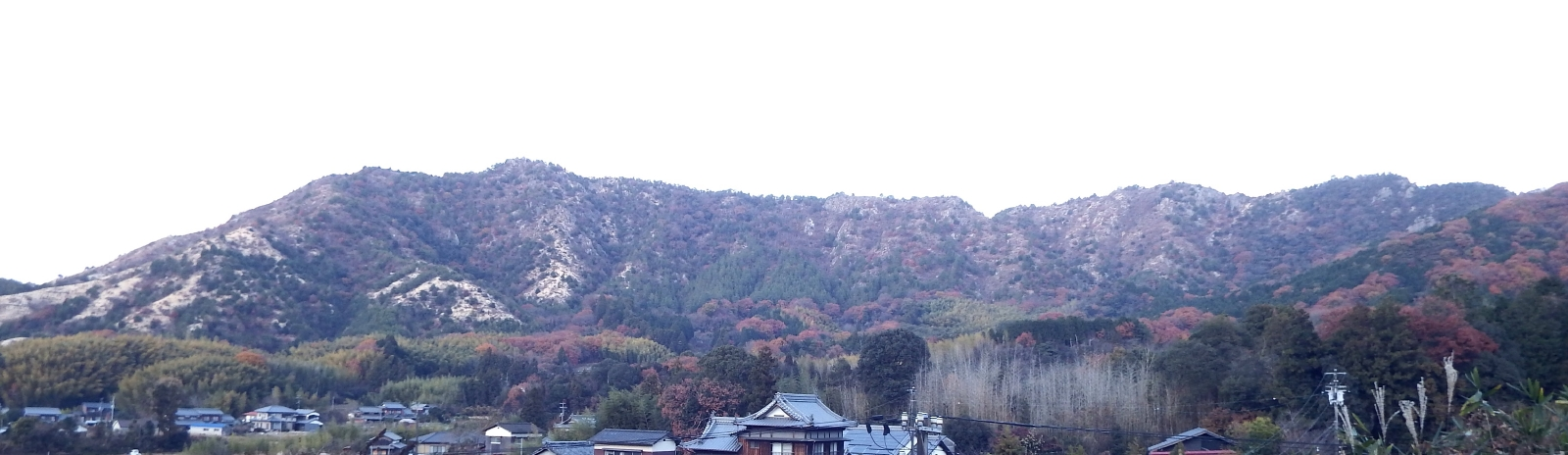
笠松山と世田山を西から臨む
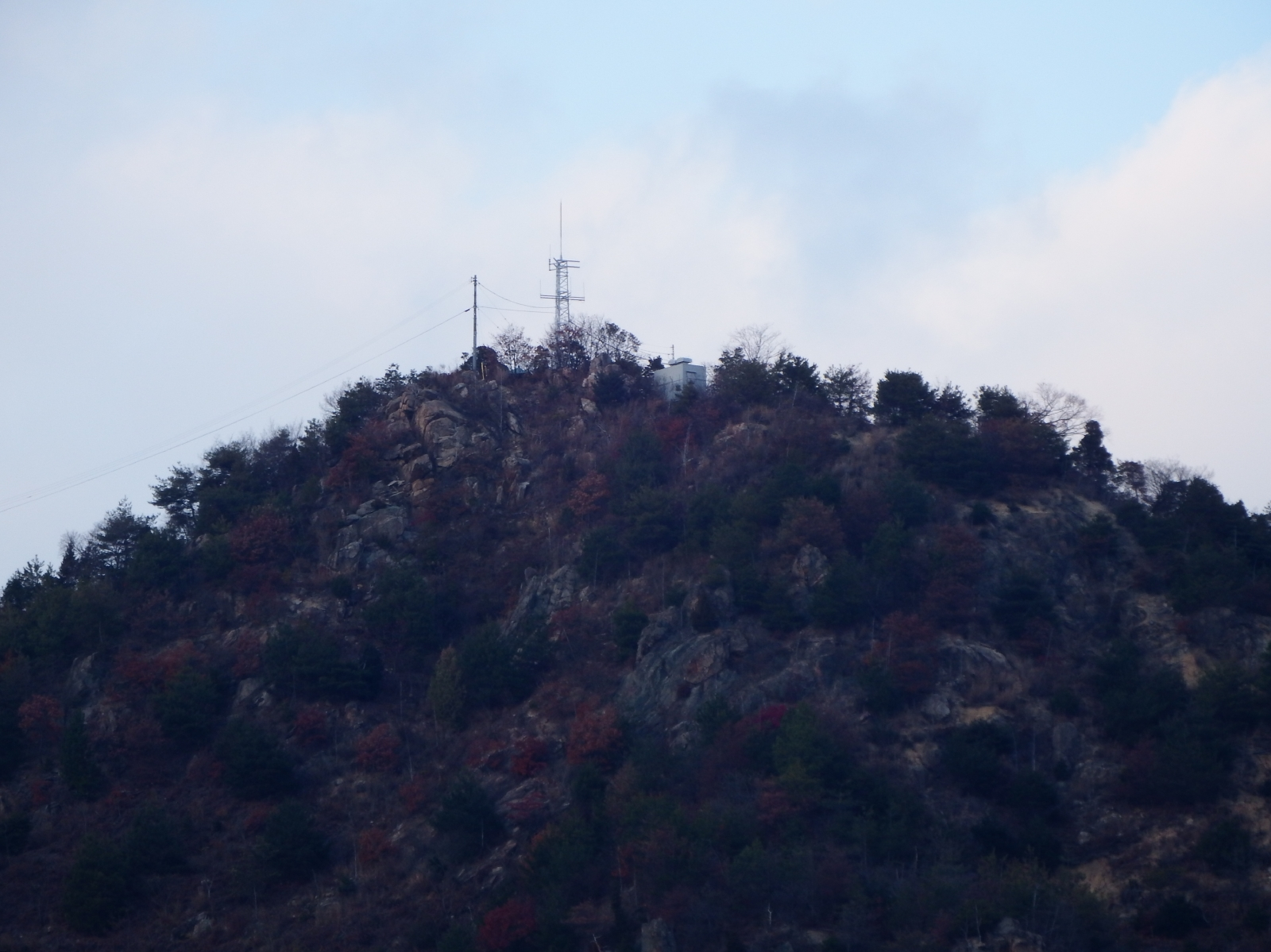
笠松山　頂上部

## 永納山
当山より約2km東にある山。山頂表記によると標高132.4mであるが、地理院地図によると標高128mである。最短は東側からあと500mの徒歩で頂上に立てる。
古代山城の永納山城については永納山城を参照。

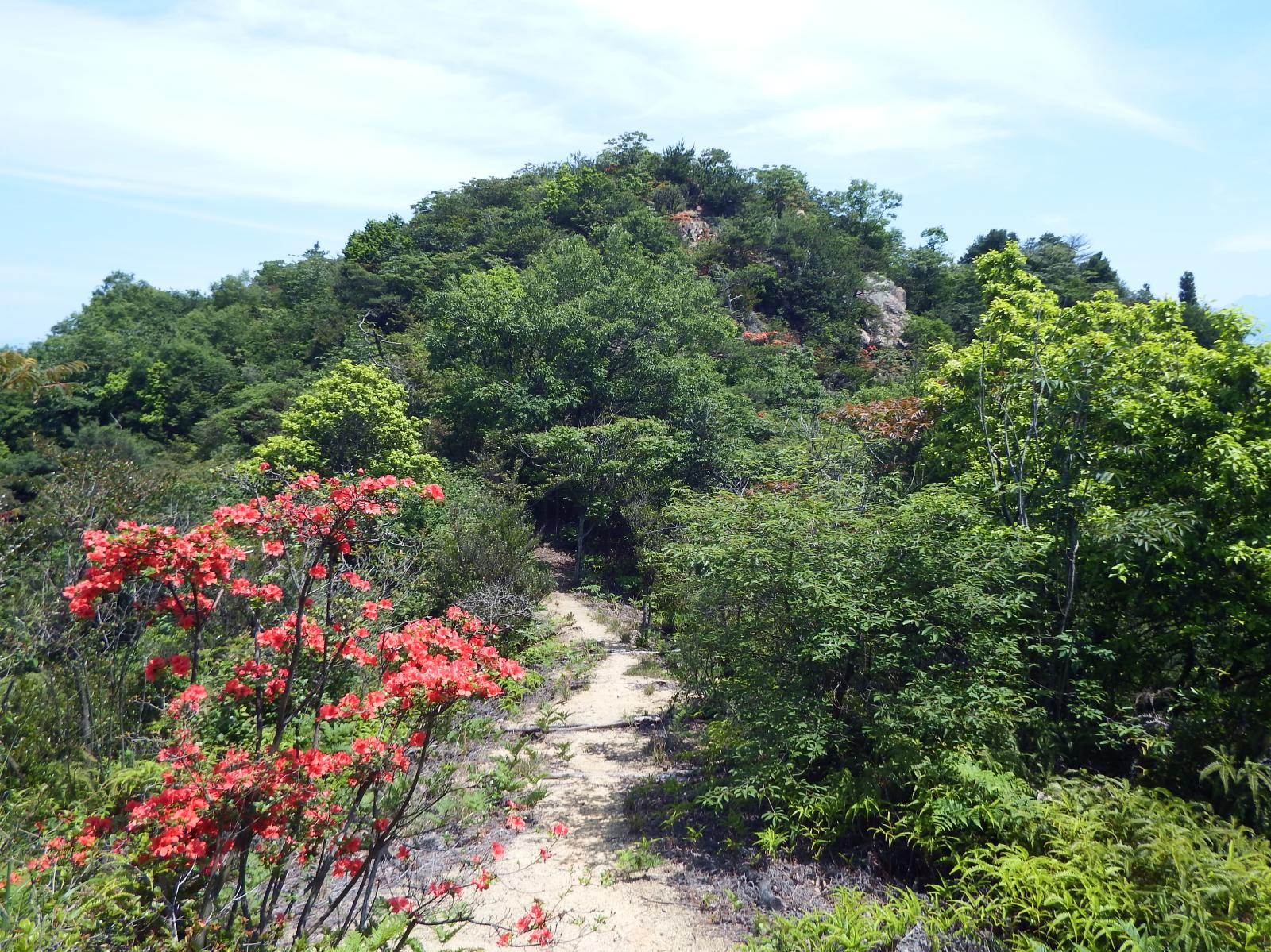
山頂直前
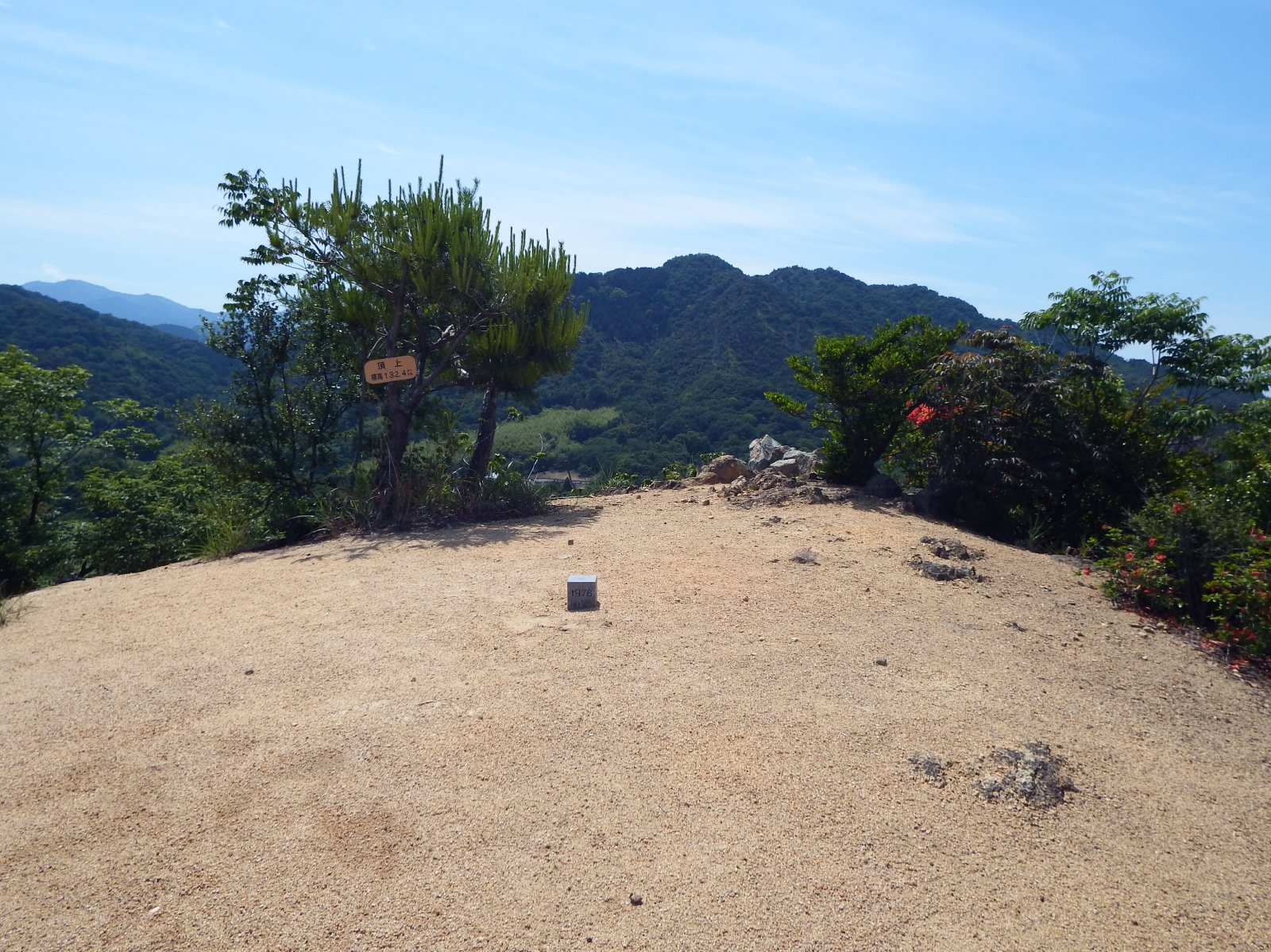
世田山（西方向）
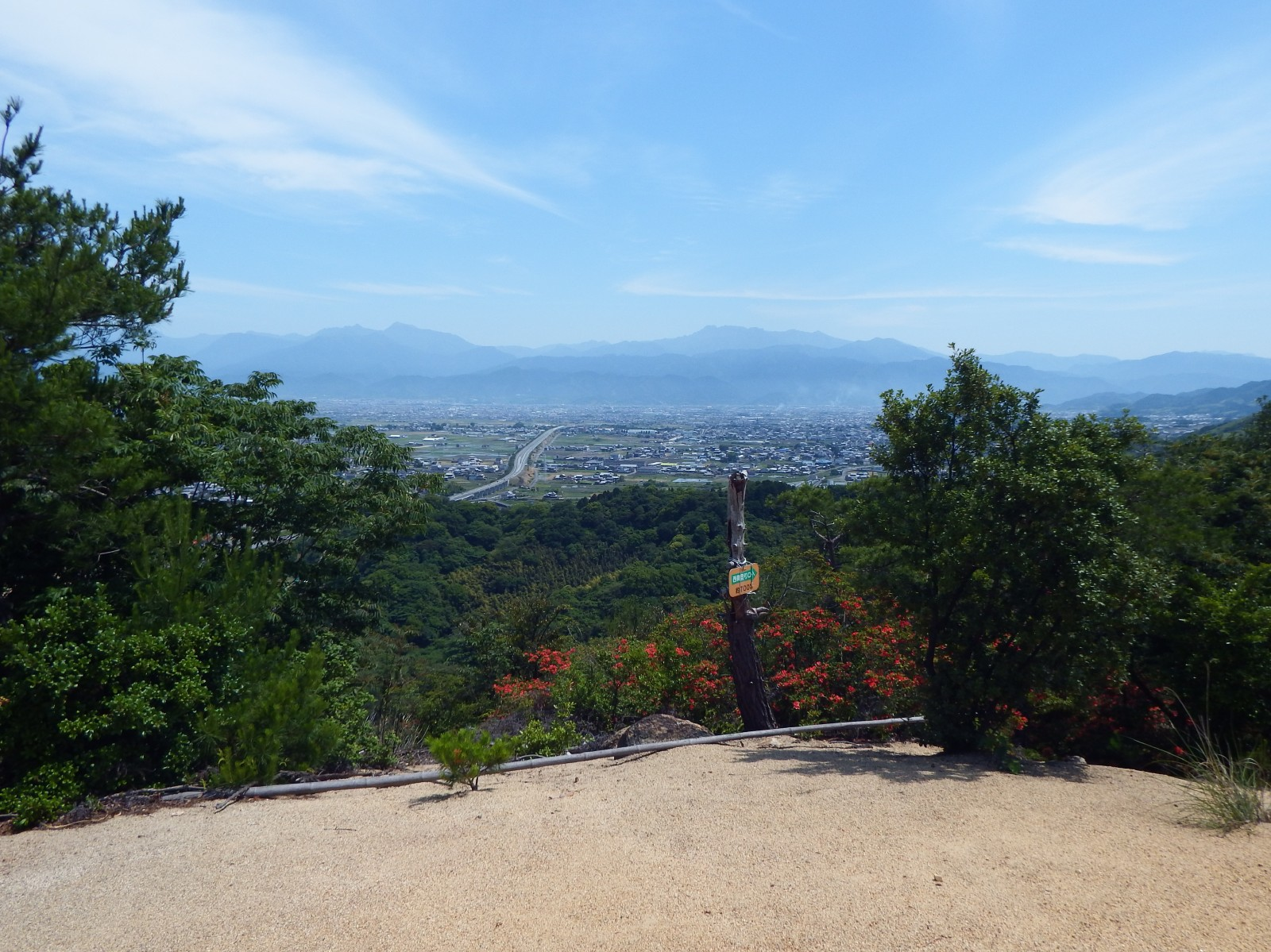
石鎚山（南方向）
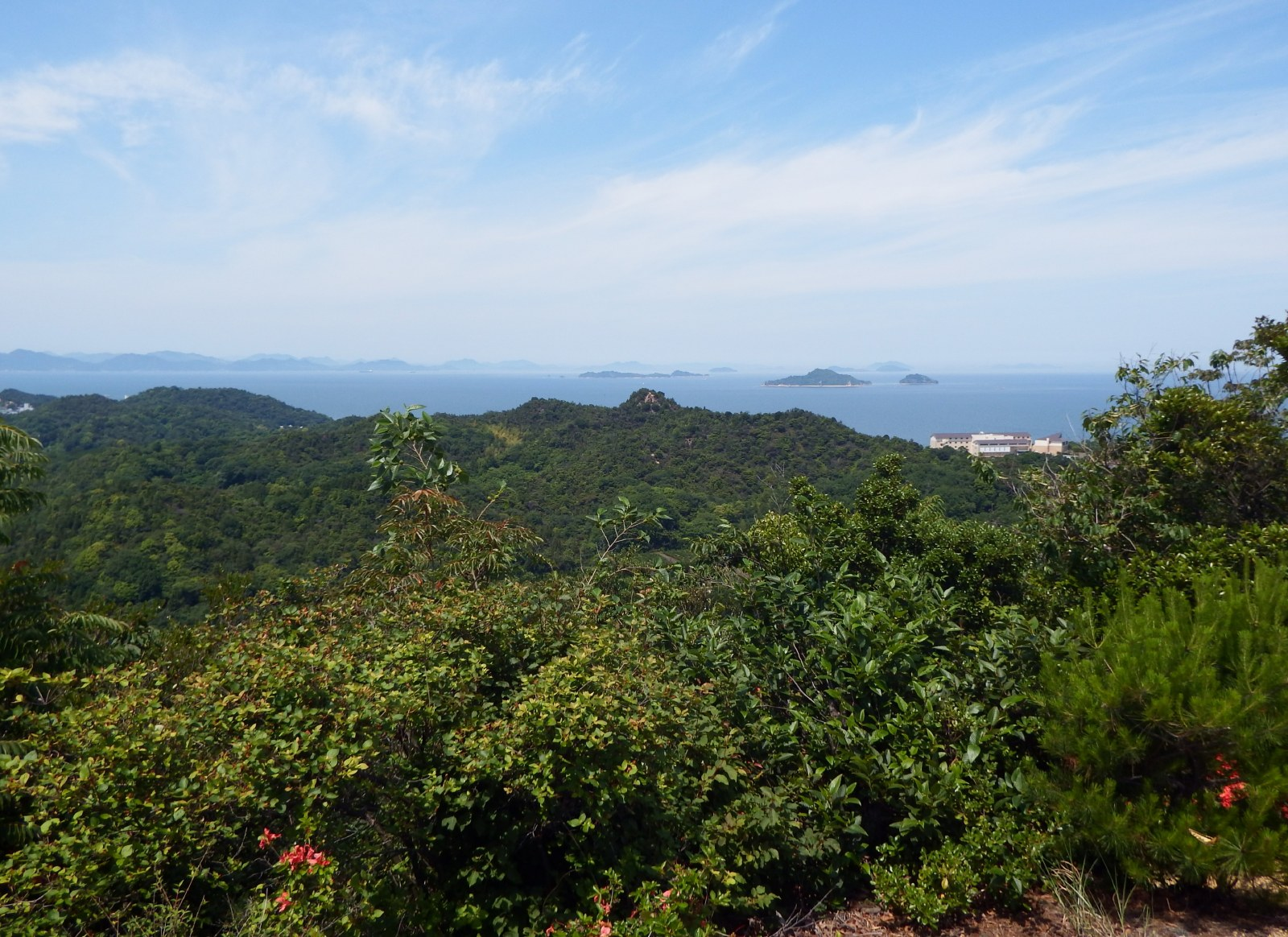
燧灘（東方向）